# Sarah van Antiochië
Sarah van Antiochië was een christenvrouw die leefde in de Romeinse metropool Antiochië in Syria. Zij leefde in de derde eeuw, in de tijd van de christenvervolgingen door keizer Diocletianus. Zij wordt vereerd als heilige en als martelaar in Oosters-Orthodoxe Kerk en in de Rooms-Katholieke Kerk; zij is de enige heilige met de naam Sarah.
Haar legende wordt verhaald in het Synaxarion van de orthodoxe kerk van Alexandrië in Egypte.

## Legende
Sarah's man was een ambtenaar in Antiochië en had het christendom afgezworen voor de keizer. Sarah wenste toch dat haar twee zonen gedoopt werden en het leek haar veiliger dit te doen in Alexandrië. Zij en haar kinderen namen de boot naar Alexandrië. Onderweg brak er storm uit. Sarah doopt haar zonen met een nooddoop door gebruik te maken van zeewater. Eenmaal aangekomen in Alexandrië sloot ze haar kinderen aan bij de catechumenen in de kathedraal. Toen de bisschop van Alexandrië hen wou dopen, bevroor het doopwater. Hij kon de kinderen niet dopen. Sarah legde de bisschop uit dat zijzelf haar zonen had moeten dopen omwille van het dodelijke gevaar dat ze meemaakten tijdens de boottocht. De bisschop stelde vast dat een doop niet meer nodig was.
Terug in Antiochië vertelde Sarah alles aan haar man. Deze vertelde het door aan keizer Diocletianus. Soldaten van de keizer arresteerden Sarah en de zonen. De keizer liet hen doodmartelen.